# John Boyle
John Boyle (Motherwell, North Lanarkshire, Escocia, 25 de diciembre de 1946) es un exfutbolista escocés que se desempeñó como centrocampista en el Chelsea FC.

## Clubes
| Club                   | País           | Año         |
| ---------------------- | -------------- | ----------- |
| Chelsea FC             | Inglaterra     | 1964 - 1973 |
| Brighton & Hove Albion | Inglaterra     | 1973 - 1974 |
| Leyton Orient          | Inglaterra     | 1974 - 1975 |
| Tampa Bay Rowdies      | Estados Unidos | 1975        |

## Palmarés

### Campeonatos nacionales
| Título              | Club       | País       | Año     |
| ------------------- | ---------- | ---------- | ------- |
| Football League Cup | Chelsea FC | Inglaterra | 1964-65 |
| FA Cup              | Chelsea FC | Inglaterra | 1969-70 |

### Copas internacionales
| Título           | Club       | País       | Año     |
| ---------------- | ---------- | ---------- | ------- |
| Recopa de Europa | Chelsea FC | Inglaterra | 1970-71 |